# Xã Haley, Quận Bowman, Bắc Dakota
Xã Haley (tiếng Anh: Haley Township) là một xã thuộc quận Bowman, tiểu bang Bắc Dakota, Hoa Kỳ. Năm 2010, dân số của xã này là 23 người.